# 高德年
高德年爵士KCMG（1944年12月20日—），英國外交官、昆蟲學學家，劍橋大學畢業，1966年加入外交部，1989年至1993年出任中英聯合聯絡小組英方首席代表、1997年至2002年出任英國駐華大使。退休後於2002年起任渣打銀行顧問、2004年起任工業集團貝卡爾特董事。